# 辛古镇区
辛古鎮為緬甸曼德勒省彬烏倫縣的鎮區。2014年人口157,585人，區域面積1,507.1平方公里。該鎮下分82個市鎮及村莊。辛古為該鎮之首府。